# Marcel Schneider
Pour les articles homonymes, voir Schneider.
Marcel Eugène Schneider, né le 11 août 1913 à Levallois-Perret et mort le 22 janvier 2009 à Paris 3e, est un écrivain français.

## Biographie
Il naît dans une famille d'origine alsacienne qui avait choisi la France après 1871. Son père est maître-imprimeur. Il fait ses études au lycée Louis-le-Grand puis à la Faculté des lettres de Paris, et fut reçu 30e à l'agrégation des lettres en 1936. Il a enseigné de 1937 à 1942 à Rouen (où il a eu notamment comme élève Jean Lecanuet) puis, de 1942 à 1960, au lycée Charlemagne à Paris. Il s'est ensuite consacré entièrement à la littérature et à la musique. Venu s'installer à Paris, il se lia à la maison d'édition Bernard Grasset.
Aussi bien comme écrivain que comme historien de la littérature, c'était un adepte de la littérature fantastique. Il se reconnaissait trois maîtres dans ce domaine : Charles Nodier, Gérard de Nerval et Ernst Theodor Amadeus Hoffmann.
Homosexuel et sympathisant de l'Action française dans l'Entre-deux-guerres, il a été proche d'écrivains aussi différents qu'André Gide, Georges Dumézil, Valentin Feldman et Paul Morand, lequel lui a légué sa garde-robe. Il a aussi fréquenté les salons littéraires dont ceux de Marie-Laure de Noailles, Solange de La Baume, Josette Day et Florence Gould.
Très bon connaisseur de la musique, il a fait paraître des études sur Schubert et Wagner, et retracé l'histoire du ballet depuis Louis XIV. Après avoir été responsable de la chronique chorégraphique du journal Le Point, il a été, dans les années 1980, un collaborateur régulier du Quotidien de Paris (du groupe Groupe Quotidien), dirigé par Philippe Tesson.
Il comptait parmi ses proches amis des écrivains et artistes tels que Henri Sauguet, Matthieu Galey et Jacques Brenner. Il a publié de nombreux articles dans Les Cahiers des Saisons (1953-1962) édités par ce dernier.
Il a reçu de nombreuses récompenses : le prix Louis Barthou en 1960, le prix Prince-Pierre-de-Monaco pour l'ensemble de son œuvre en 1980, le grand prix de printemps de la Société des Gens de Lettres en 1990, le prix Chardonne en 1992, le grand prix de littérature Paul-Morand de l'Académie française en 1996, le grand prix de la langue française pour l'ensemble de son œuvre en 1998. Il était aussi officier de la Légion d'honneur, commandeur de l'ordre national du Mérite et chevalier de l'ordre des Arts et des Lettres.
Il est inhumé au cimetière du Père-Lachaise (45e division).

## Mémoires
Schneider a publié ses mémoires, sous forme de Journal, comme suit:
- L'Éternité fragile, Paris, Grasset, 1989
- Innocence et Vérité, Paris, Grasset, 1991
- Le Palais des mirages, Paris, Grasset, 1992
- Le Goût de l'absolu, Paris, Grasset, 1993
- Les Gardiens du secret, Paris, Grasset, 2001, Prix Ève-Delacroix[5]

## Autres œuvres
- Les Trésors de Troie (roman), Les Quatre Vents, 1946
- Le Granit et l'absence, Pavois, 1947
- Cueillir le romarin, La Table Ronde (coll. La gazette des lettres), 1948
- Le Chasseur vert, Albin Michel, 1950
- La Première Île (roman), Albin Michel, 1951
- Le Sang léger (récit), Albin Michel, 1952
- L'Enfant du dimanche (roman), Albin Michel, 1953
- Aux couleurs de la nuit [nouvelles], Albin Michel, 1955
- Les Deux Miroirs (roman), 1956
- Schubert, Le Seuil, (coll. Microcosme, série Solfège, n°4), 1957
- L'escurial et l'amour (roman), Albin Michel, 1958
- Sauguet, Ventadour, (coll. Musiciens d'aujourd'hui), 1959
- Wagner, Le Seuil, (coll. Microcosme, série Solfège, n°17), 1960
- Le Jeu de l'Oie ["intime"], Bernard Grasset, 1960
- Le Sablier magique, Castermann, 1960 (contes illustrés par Élisabeth Ivanovsky)
- Le Cardinal de Virginie [nouvelles], Albin Michel, 1961
- Les Colonnes du Temple (roman), Bernard Grasset, 1962
- La Branche de Merlin ["intime"], Plon, 1962
- Opéra massacre, Bernard Grasset, 1965
- La Sibylle de Cumes ["intime"], Bernard Grasset, 1967[6]
- Entre deux vanités ["intime"], Bernard Grasset, 1967
- Le Guerrier de pierre (roman), Bernard Grasset, 1969
- Morand, Gallimard (coll. Pour une bibliothèque idéale), 1971
- Le Lieutenant perdu (roman), Bernard Grasset, 1972
- Déjà la neige précédé de Discours sur le fantastique, Bernard Grasset, 1974 - Prix de la nouvelle de l'Académie Française, 1974
- Le Vampire de Düsseldorf (en collaboration avec Philippe Brunet), Pygmalion, 1975)
- Sur une étoile (récit), Bernard Grasset, 1976
- Jean-Jacques Rousseau et l'espoir écologiste, Pygmalion, 1978
- Hoffmann, Julliard, 1979
- Le Prince de la terre (roman), Bernard Grasset, 1980
- Du surréel au fantastique, préface de Marcel Schneider, Editions Alain Lefeuvre, Nice, 1980.
- La Lumière du Nord (nouvelles), Bernard Grasset, 1982 - Prix du Livre Inter 1982
- Mère Merveille (roman), Bernard Grasset, 1983
- Histoires à mourir debout (nouvelles), Bernard Grasset, 1985 - Prix d'Académie 1985[7]
- Histoire de la littérature fantastique en France, Fayard, 1985 ; édition définitive, la première ayant paru chez le même éditeur (coll. Les grandes études littéraires) en 1964 sous le titre : La littérature fantastique en France
- La Fin du carnaval (nouvelles), Bernard Grasset, 1987
- Allemagne, éd. Sun France, 1987 (en collaboration avec Christian Bourgois)
- Ce que j'aime, Bernard Grasset, 1995
- Paris, lanterne magique, Bernard Grasset, 1997
- L'Ombre perdue de l'Allemagne, Bernard Grasset, 1999
- Esprit du ballet, Bartillat, 2002
- D'ivoire ou de corne (romans), Bernard Grasset, 2002
- Le Labyrinthe de l'Arioste : essai sur l'allégorique, le légendaire et le stupéfiant, Bernard Grasset, 2003
- Mille roses trémières. L'amitié de Paul Morand, Gallimard, 2004
- Jours de féerie (contes), Grasset et Fasquelle, 2005
- Moi qui suis né trop tard, Grasset et Fasquelle, 2006
- Il faut laisser maisons et jardins, Grasset et Fasquelle, 2009

## Littérature et sources
- Denise Bourdet, Marcel Schneider, dans: Brèves rencontres, Paris, Grasset, 1963.
- Roger Peyrefitte, Propos secrets, Paris, Albin Michel, 1977.
- Matthieu Galey, Journal intégral (1953-1986), Paris, Robert Laffont (coll. Bouquins), 2017 ; préface de Jean-Luc Barré.
- Jean Dutourd, Diane de Margerie, Christine Jordis,  Solange Fasquelle, Avec Marcel Schneider, Editions du Rocher, 2005.
- Hommage à Marcel Schneider dans Bulletin de "La Route inconnue", bulletin des Amis d'André Dhôtel, n° 23 juin 2009.